# Convoi QP 6
Le convoi QP 6 est le nom de code d'un convoi allié durant la Seconde Guerre mondiale. Il fait partie d'une série de convois destinés à ramener les navires alliés des ports soviétiques du nord vers les ports britanniques. Les Alliés cherchaient à ravitailler l'URSS qui combattait leur ennemi commun, le Troisième Reich. Les convois de l'Arctique, organisés de 1941 à 1945, avaient pour destination le port d'Arkhangelsk, l'été, et Mourmansk, l'hiver, via l'Islande et l'océan Arctique, effectuant un voyage périlleux dans des eaux parmi les plus hostiles du monde.
Il part de Mourmansk en URSS le 24 janvier 1942 et se disperse le 28 janvier 1942.

## Composition du convoi
Ce convoi est constitué de 6 cargos , :
- Royaume-Uni : Empire Howard, Empire Redshank (Tous les deux présents dans le convoi PQ 7B) et Empire Activity
- Union soviétique : Chernyshevski
- Panama : Aneroid et Reigh Count

## L'escorte
Le convoi est escorté, au départ, par :
- les chasseurs de mines britanniques : HMS Harrier, HMS Speedwell
- les destroyers russes : Gremyaschi et Sokrushitelny

## Le voyage
Les chasseurs de mines restent jusqu'au 25 janvier. Ce même jour, le croiseur HMS Trinidad, le destroyer HMS Somali et les chasseurs de mines HMS Bramble et HMS Hebe escortent le convoi à partir du 25 janvier jusqu'à la dispersion. Les destroyers russes rentrent le 27 janvier.
Le cargo Empire Redshank sera endommagé le 31 janvier après la dispersion du convoi par des bombardiers allemands. Il parviendra le 2 février au Loch Ewe.